# Rhys Williams (rugby à XIII)
Pour les articles homonymes, voir Rhys Williams et Williams.

a Compétitions nationales et continentales officielles uniquement.

b Matchs officiels uniquement.
Rhys Williams, né le 8 décembre 1989 à Argoed (Pays de Galles), est un joueur de rugby à XIII gallois évoluant au poste d'ailier ou de centre. Formé dans les deux codes de rugby, il opte très jeune pour le rugby à XIII et fait ses débuts avec Warrington en Super League. Ne parvenant qu'à disputer quelques rencontres avec ce club durant quatre années, il est prêté à quatre reprises aux Crusaders, Castleford, Salford et Swinton. En 2014, il s'expatrie une année en Queensland Cup en Australie dans l'antichambre de la National Rugby League à Central Queensland. En 2015, il revient en Angleterre et devient titulaire durant cinq saisons aux London Broncos. En 2020, il rejoint Salford avec lequel il perd la finale de la Challenge Cup en 2020 au cours de laquelle il inscrit un essai.
Il est depuis 2008 l'un des cadres de la sélection du Pays de Galles avec laquelle il dispute la Coupe du monde 2013 et 2017 et remporte à trois reprises la Coupe d'Europe des nations en 2009, 2010 et 2015.

## Palmarès
- Collectif :
  - Vainqueur de la Coupe d'Europe des nations : 2009, 2010 et 2015 (Pays de Galles).
  - Vainqueur de la Challenge Cup : 2010 et 2012[1] (Warrington).
  - Finaliste de la Super League : 2012[1] et 2013[1] (Warrington).
  - Finaliste de la Challenge Cup : 2020 (Salford).